# Inside Out (Fates Warning)
Inside Out è il settimo album in studio dei Fates Warning ed è stato pubblicato nel 1994. È l'ultimo disco con il bassista Joe DiBiase e il chitarrista Frank Aresti,che tornerà successivamente nell'undicesimo album Darkness in a Different Light.

## Tracce
1. Outside Looking In – 4:50 (Matheos)
2. Pale Fire – 4:17 (Matheos)
3. The Strand – 5:29 (testo: Aresti – musica: Matheos)
4. Shelter Me – 4:45 (Matheos)
5. Island in the Stream – 6:30 (Matheos)
6. Down to the Wire – 4:30 (testo: Alder – musica: Matheos)
7. Face the Fear – 5:37 (Matheos)
8. Inward Bound (strumentale) – 2:34 (musica: Matheos)
9. Monument – 6:34 (Matheos)
10. Afterglow – 3:26 (Matheos)

## Formazione
- Ray Alder - voce
- Jim Matheos - chitarra
- Frank Aresti - chitarra
- Joe DiBiase - basso
- Mark Zonder - batteria